# زوتوبيا 2
زوتوبيا 2 (بالإنجليزية: Zootopia 2) هو فيلم رسوم متحركة كوميدي أمريكي قادم من إنتاج استوديوهات والت ديزني للرسوم المتحركة، ويُعد الجزء الثاني لفيلم زوتوبيا (2016) الحائز على جائزة الأوسكار. يتولى جاريد بوش الإخراج بالتعاون مع المخرج الأصلي بايرون هوارد وأيضا كتابة السيناريو بينما تولى إنتاجه إيفات ميرينو.
يعود في هذا الجزء نجوم الجزء الأول، حيث تؤدي جينيفر جودوين صوت الأرنبة الشرطية جودي هوبس، وجايسون بيتمان صوت الثعلب الماكر نيك وايلد، بينما تعود شاكيرا بدور المغنية الشهيرة جازيل وتقدم أغنية جديدة للفيلم. كما ينضم إلى طاقم الأداء الصوتي نجوم جدد، منهم: كي هوي كوان بدور غاري الثعبان، وفورتون فيمستر بدور القندس نيبلز، وكوينتا برونسون بدور د. فوزبي.
يتوسع الفيلم في عالم زوتوبيا الغني، حيث يكشف عن أحياء جديدة وشخصيات من أنواع حيوانية غير مسبوقة، بما في ذلك الزواحف. وتدور أحداث الفيلم في إطار مغامرة بوليسية جديدة، حيث يتعاون نيك وجودي — الآن شريكان رسميان في الشرطة — في مطاردة مشتبه به خطير يهدد سلام المدينة.
من المقرر إصدار زوتوبيا 2 في صالات السينما في الولايات المتحدة يوم 26 نوفمبر 2025، كواحد من أكثر الأفلام المنتظرة من ديزني لهذا العام.

## تمهيد
في هذا الجزء الجديد، يتعين على المحققين جودي هوبس ونيك وايلد التنكر والذهاب في مهمة سرية داخل مارش ماركت، للتحقيق في قضية غامضة. وأثناء بحثهما، يجدا نفسيهما على أثر زاحف غامض يقودهما في مسار مليء بالمفاجآت والتحديات، في مغامرة جديدة تكشف عن جوانب غير متوقعة من مدينة زوتوبيا.

## الطاقم صوتي
- جينيفر جودوين بدور جودي هوبس: الأرنبة الصغيرة المتفائلة من باني بورو، والتي تُعد أول أرنب ينضم إلى قسم شرطة زوتوبيا.
- جيسون بيتمان في دور نيك وايلد: الثعلب الأحمر الماكر الذي كان محتالًا صغيرًا في السابق، قبل أن ينضم إلى شرطة زوتوبيا ويصبح أول ثعلب في القسم.
- كي هوي كوان في دور غاري ذا سنايك: وهو ثعبان غامض تطارده جودي ونيك خلال أحداث الفيلم.
- فورتشن فيمستر بدور نيبلز: قندس يعيش في مارش ماركت ويلتقي بالمحققَين أثناء تحرياتهما.
- شاكيرا في دور جازيل، غزالة مشهورة ونجمة بوب.[5]
- كوينتا برونسون بدور الدكتور فوزبيوهو: حيوان كوكا يعمل كأخصائي علاج ويتعاون مع جودي ونيك في التحقيق.[6]

## الإنتاج

### تطوير
بدأت أولى المحادثات حول إنتاج جزء ثانٍ لفيلم زوتوبيا في يونيو 2016، حيث ناقش المخرجان بايرون هوارد وريتش مور إمكانية تطوير تكملة للفيلم. أكد الرئيس التنفيذي لشركة ديزني بوب إيجر في مكالمة أرباح الربع الأول في 8 فبراير 2023، أن العمل على الجزء الثاني جارٍ، أعلن كاتب السيناريو جاريد بوش في اليوم ذاته عن مشاركته في كتابة الفيلم. صرحت جينيفر جودوين المؤدية الصوتية لشخصية جودي هوبس، لموقع سينمابلاند أنها تأمل في رؤية تبادل أدوار بين جودي ونيك في الجزء الجديد، حيث قالت: أود أن أرى نيك هو الشخص الذي يقنع جودي بأن العالم يستحق القتال من أجله. كما عبّر جيسون بيتمان مؤدي صوت نيك وايلد عن رغبته بأن يشهد الفيلم الثاني تطورًا في شراكتهما، قائلاً: نحن الاثنان، نقاتل بشراسة. نُنظّف الشوارع. نحن شرطيان جديدان. لذا، أيها الأشرار، احذروا .
أعلن إيجر رسميًا في 7 فبراير 2024 عن تاريخ إصدار الجزء الثاني. نشرت جينيفر جودوين على حسابها في إنستغرام في 15 أبريل أنها بدأت في تسجيل حوار شخصيتها جودي، مؤكدة أن الفيلم دخل مرحلة الإنتاج. أُعلن في معرض D23 في 9 أغسطس أن الجزء الجديد سيضم الزواحف كجزء من عالم الفيلم، وكُشف أن جوناثان كي كوان سيؤدي صوت شخصية جديدة تُدعى غاري، وهو ثعبان تطارده جودي ونيك. كما عُرضت لقطات من مشهد يبحث فيه الثنائي عن غاري داخل متجر يُعرف باسم مارش ماركت. أعلن جاريد بوش عبر حسابه في إكس (تويتر سابقًا) في اليوم التالي انضمام فورتشن فيمستر إلى طاقم التمثيل الصوتي لأداء دور قندس يُدعى نيبلز .
أُكد أن جاريد بوش سيكون الكاتب والمخرج الوحيد للجزء الثاني لاحقًا في نفس الشهر، في حين تولى إيفات ميرينو منصب المنتج. عُين بوش رئيسًا إبداعيًا لشركة والت ديزني للرسوم المتحركة في 19 سبتمبر بعد استقالة جينيفر لي لتولي إخراج فيلم ملكة الثلج 3. أعلن بوش في اليوم التالي عن عودة بايرون هوارد، مخرج الفيلم الأصلي، ليكون المخرج المشارك في الجزء الثاني. كدت الفنانة شاكيرا في 8 نوفمبر عودتها لأداء صوت شخصية غازيل في الجزء الجديد، وأنها بصدد كتابة أغنية جديدة للفيلم، بالإضافة إلى أن الشخصية سترتدي زيًا جديدًا. وفي 3 أبريل، وخلال مؤتمر سينماكون، عُرضت لقطات جديدة من الفيلم تضمنت الكشف عن انضمام كوينتا برونسون لأداء صوت شخصية جديدة تُدعى الدكتورة فوزبي .
كُشف عن الملصق التشويقي للفيلم في 19 مايو 2025، مع إصدار المقطع الدعائي التشويقي في اليوم التالي.

## الإصدار
من المقرر أن تصدر شركة والت ديزني بيكتشرز فيلم زوتوبيا 2 في الولايات المتحدة في 26 نوفمبر 2025.